# Les Voleurs
Pour plus de détails, voir Fiche technique et Distribution.
Les Voleurs est un film français réalisé par André Téchiné sorti en 1996.

## Synopsis
Une nuit dans une maison en Rhône-Alpes, le petit Justin, dix ans, est réveillé par des bruits en bas. On a apporté le corps de son père, Ivan, mortellement blessé, il apprend la nouvelle de son grand-père Victor, sans que la cause de sa mort ne lui soit révélée. Le lendemain, Alex, oncle de Justin et frère cadet d'Ivan, arrive aux funérailles accompagné d'une jeune femme, Juliette. Justin remarque la tension entre les grandes personnes et s'empare du pistolet de son père qu'il cache. L'histoire conduisant à la mort d'Ivan se poursuit ensuite par flash-backs.
Alex, s'est rebellé contre sa famille de voleurs en devenant policier dans le secteur de La Duchère à Lyon. Il a rencontré l'année précédente Juliette, alors qu'il devait l'interroger au commissariat pour un vol de parfums à l'étalage. Il avait été troublé par la personnalité sans concession de la jeune femme et l'avait laissée partir après la restitution des produits volés. Plus tard, il la retrouve dans une boîte de nuit louche appartenant à Ivan, son frère, avec lequel il a toujours eu des rapports tendus. Ivan camoufle son activité de chef d'un gang de voleurs de voitures. Il est à la tête d'un réseau bien organisé dont fait partie son père et Jimmy, le frère de Juliette. Ivan frime devant Alex en lui montrant qu'il réussit mieux que lui matériellement. Alex a reconnu Juliette chez Ivan, ils commencent alors une histoire d'amour plutôt torturée. Si Alex est très attiré sexuellement par elle, il n'est cependant pas vraiment amoureux d'elle et leur histoire est compliquée du fait que Juliette a aussi une liaison avec Marie, une professeure divorcée qui enseigne la philosophie à l'université. Alex espionne Marie. Ivan apprend la relation de Juliette avec Alex et la menace. Ivan et sa bande (y compris Juliette) prévoient de voler des voitures qui se trouvent dans un dépôt de chemin de fer.
L'affaire se passe mal, un vigile est tué et Ivan est blessé à mort dans l'échange de coups de feu. Le groupe peut s'enfuir et le corps d'Ivan est ramené chez son père. Juliette, qui avait été obligée de participer au vol contre l'avis de Jimmy, est anéantie par la mort d'Ivan. Elle tente par deux fois de se suicider, la première fois chez son frère et la deuxième fois chez Marie. Cette dernière fait interner Juliette dans un hôpital psychiatrique pour qu'elle se rétablisse. Se sachant recherchée, elle s'enfuit avec l'aide de Jimmy qui va la cacher à Marseille. Après la crémation d'Ivan, Alex tente de se rapprocher de son neveu Justin sans beaucoup de succès.
Marie rend visite à Alex qui lui révèle que Juliette était impliquée dans cette histoire de vol de voitures et qu'il est à sa recherche. Alex et Marie développent alors une amitié pleine de retenue, étant liés par la recherche et la protection de Juliette. Plus tard, Alex se rend chez Marie et découvre qu'elle est enfermée chez elle à écrire l'histoire de Juliette. Il lui dit que Juliette semble être hors de cause car la police est plutôt sur les traces d'un jeune homme. Alex reçoit ensuite un colis avec le manuscrit de l'histoire de Juliette et des cassettes audio de sa voix ; ce même courrier lui apprend aussi le suicide de Marie. Alex part retrouver Juliette à Marseille pour lui donner le manuscrit de Marie, mais il n'ose pas lui parler, elle s'est fait une nouvelle vie en travaillant dans une librairie et semble avoir trouvé un équilibre. Le petit Justin quant à lui, a finalement compris ce qu'on lui avait caché et rapproché de Jimmy avec lequel il se sent bien.

## Fiche technique
- Titre : Les Voleurs
- Titre de travail : L'Enfant de la nuit
- Autres titres : The Child of Night /Thieves
- Réalisation : André Téchiné
- Scénario : André Téchiné, Gilles Taurand, Michel Alexandre avec la collaboration de Pascal Bonitzer
- Musique originale : Philippe Sarde
- Supervision musicale : David Snell
- Décors : Zé Branco
- Maquillages : Dominique Colladant
- Cascades : Jean-Claude Lagniez
- Costumes : Elisabeth Tavernier
- Ventes internationales : Studiocanal
- Sociétés de distribution : BAC Films (France), Vertigo Films (en) ( Espagne), Concorde-Castle Rock/Turner ( Allemagne) et Sony Pictures Classics ( États-Unis)
- Directeur de la photographie : Jeanne Lapoirie
- Caméras : Panavision Alga
- Ingénieur du son : Jean-Paul Mugel
- Mixage : Jean-Pierre Laforce
- Scripte : Claudine Taulère
- Casting : Martine Nasri
- Montage : Martine Giordano
- Montage Son : Michel Klochendler
- Son : Dolby et Dolby Digital
- Format : couleur - 1.85 : 1 - Kodak
- Postproduction : Laboratoires Eclair
- Pays d'origine :  France
- Langue : français
- Genre : drame, thriller
- Producteur : Alain Sarde
- Sociétés de production : Les Films Alain Sarde, D.A. Films, Canal + et TF1 Films Production
- Soutiens à la production : Centre National de la Cinématographie, Rhône-Alpes Cinéma et Studio Image
- Durée : 117 minutes (1 h 57)
- Budget : 8,4 M €[1]
- Dates de sortie :
  - En salles : 21 août 1996 (France) et 25 décembre 1996 ( États-Unis)
  - En DVD : 22 juin 2004
  - En VOD : 23 juin 2015
- Visa d'exploitation no 88 543
- Attaché de presse : Dominique Segall

## Distribution
- Catherine Deneuve : Marie Leblanc
- Daniel Auteuil : Alexandre Noël dit Alex
- Didier Bezace : Ivan Noël, le frère d'Alex
- Laurence Côte : Juliette Fontana
- Benoît Magimel : Jimmy Fontana, le frère de Juliette
- Fabienne Babe : Mireille, la femme d'Ivan
- Julien Rivière : Justin, le fils d'Ivan
- Ivan Desny : Victor Noël, le père d'Alex et d'Ivan, le grand-père de Justin
- Régis Bétoule : Régis
- Pierre Pérez : Fred
- Naguime Bendidi : Nabil
- Chiara Mastroianni : une élève de Marie
- Didier Raymond : Lucien
- Jean-Louis Meunier : le chanteur « Tamino »
- Éric Kreikenmayer : le policier adjoint d'Alex
- Jean-Jacques Cravero : le premier travest1
- Badabou Niégo : le deuxième travesti
- Oumar Diaouré : le premier vigile
- Franck Mérenda : le deuxième vigile
- Youssef Ferhat : Sabrina
- Christine Paolini : la mère
- Stéphane Poulenas : le pompier

## Lieux de tournage
- Lyon[2],[3] : La Duchère 9e arrdt, La Croix-Rousse, berges du Rhône, pont Galliéni, quai Saint-Antoine, passerelle du Palais de justice, quartier de l'Hôtel-Dieu 2e arrdt, quai Claude Bernard : piscine du Rhône et université Jean Moulin 7e, hôpital de l'Antiquaille 5e arrdt.
- Villeurbanne TNP, scène d'opéra
- Vaulx-en-Velin
- Gare de triage de Vénissieux, et sa fameuse "butte de triage".
- Haute-Savoie : Samoëns, Taninges et Cluses
- Marseille : quais des docks

## Box-office
Les valeurs ci-dessous proviennent de l'Observatoire Européen de l'Audiovisuel.
| Zone géographique | Entrées   |
| ----------------- | --------- |
| France            | 916 217   |
| Europe            | 1 207 785 |
| États-Unis        | 221 318   |

## Commentaires
- Le film interroge la sexualité à travers le personnage d'Alex. Celui-ci prend d'abord Juliette pour un garçon, et pratique avec elle la sodomie. Cette relation hétérosexuelle parvient à suggérer la bisexualité du personnage, motif que l'on retrouve dans Les Égarés.
- Le film adopte une construction novatrice chez Téchiné, éclatée chronologiquement, et suivant le point de vue de plusieurs personnages différents. Elle rappelle la construction du film Rashōmon, et surtout celle des romans de William Faulkner, auteur cité par des personnages des Roseaux sauvages (ce film de Téchiné mettait déjà à égalité plusieurs personnages).
- André Téchiné avait d'abord pensé tourner le film à Marseille. L'accueil n'a pas été celui attendu. Or, après une halte à Lyon, son équipe y a trouvé le support et les relais utiles. (réf interview de Téchiné sur le dvd)

## Musiques additionnelles
Sauf indication contraire, les informations mentionnées dans cette section peuvent être confirmées par le générique de fin de l'œuvre audiovisuelle présentée ici, ainsi que par la base de données cinématographiques IMDb,  présente dans la section « Liens externes ».
- La Flûte enchantée de Wolfgang Amadeus Mozart
- Douha Alia de Cheb Mami
- Sous le soleil de Bodega des Négresses Vertes
- Tonite des Rita Mitsouko
- Baadini de Rachid Taha
- La valse petite de La Tordue
- Kalina Malina de Bratsch
- Money Money de Liza Minnelli
- Sugar Sugar de The Archies (en)

## Distinctions

### Récompenses
- Prix Michel Simon pour Benoît Magimel en 1997
- César du meilleur espoir féminin pour Laurence Côte en 1997

### Nominations et sélections
- 22e cérémonie des Césars :
  - César du Meilleur film
  - César du Meilleur réalisateur
  - César de la Meilleure actrice
  - César du Meilleur jeune espoir masculin
- Festival de Cannes 1996 :
  - Palme d'Or
  - Grand Prix
  - Prix du jury
  - Prix de la mise en scène
  - Prix du jury œcuménique
- Sélection au Festival International du Film de Mexico 1996